# Aphycopsis australiaensis
Aphycopsis australiaensis är en stekelart som först beskrevs av Howard 1898.  Aphycopsis australiaensis ingår i släktet Aphycopsis och familjen sköldlussteklar. Inga underarter finns listade i Catalogue of Life.